# Kritiosjongen
De Kritiosjongen is een marmeren beeld dat behoort tot de vroeg-klassieke periode van de antieke Griekse beeldhouwkunst. Het werk is op stilistische gronden verbonden met het atelier van Kritios en Nesiotes. Het is een vroeg voorbeeld van het gebruik van de contrapposto-houding in de klassieke oudheid. De Britse kunsthistoricus Kenneth Clark noemde het "het eerste mooie naakt in de kunst". Het beeld maakt het deel uit van de collectie van het Akropolismuseum.

## Herkomst
De romp werd eind 1865 of begin 1866 gevonden in de Perserschutt (Perzenpuin) bij de Akropolis. Tijdens de opgravingen werden ook de Moscophorus en de  Rampinruiter gevonden. Het bijbehorende hoofd werd pas in 1888 ontdekt tijdens de opgravingscampagnes onder leiding van Panagiotis Kavvadias en Georg Kawerau. 

## Voorstelling
Het beeld, dat gemaakt is van Parisch marmer, staat nog in de traditie van de archaïsche kouroi. Het werd op de Akropolis geplaatst als een votiefgave en stelt een jonge held (waarschijnlijk Theseus) of een jonge atleet voor. Het beeld mist beide onderarmen, de linkervoet vanaf de enkel en het rechteronderbeen. Het hoofd heeft schade aan de neus, kin en wangen. De oorspronkelijke hoogte bedraagt ongeveer 1,25 meter. De ogen, die waren ingelegd, waarschijnlijk met gekleurde stenen of glas, zijn verloren gegaan. Waar veel archaïsche beelden een typische glimlach hadden, heeft de kunstenaar de Kritiosjongen een serieuzere uitdrukking gegeven.
Omdat niet zeker is of alle bestanddelen van de Perserschutt voor de vernielingen door de Perzen gemaakt zijn, is er geen overeenstemming over de datering van de Kritiosjongen. In het algemeen kan gezegd worden dat het beeld stamt uit de periode rond 480 v. Chr.
Het kapsel van de jongen, met kort haar rond dat in gelijkmatig gevormde krullen rond een ring gedraaid is, wijst erop dat het beeld tot de strenge stijl behoort. De haardracht, waarin nog sporen van rode verf zijn te vinden, is typerend voor deze overgangsperiode en kan worden vergeleken met die van de Apollo van Olympia, het Hoofd van een blonde kouros en de Efebe uit het Museum van Agrigento. De benen zijn niet langer verstijfd, zoals gebruikelijk is bij archaïsche kouroi, bijvoorbeeld de monumentale Sounionkouros. Bij de Kritiosjongen rust het lichaamsgewicht op het linkerbeen, terwijl het rechterbeen licht gebogen is. Er is echter nog geen sprake van een duidelijke kanteling van het bekken. De contraposto zou in de werken van de beeldhouwer Polykleitos verder ontwikkeld worden en leidend blijven voor latere beeldhouwscholen, zoals die van Praxiteles en Lysippus.

## Afbeeldingen

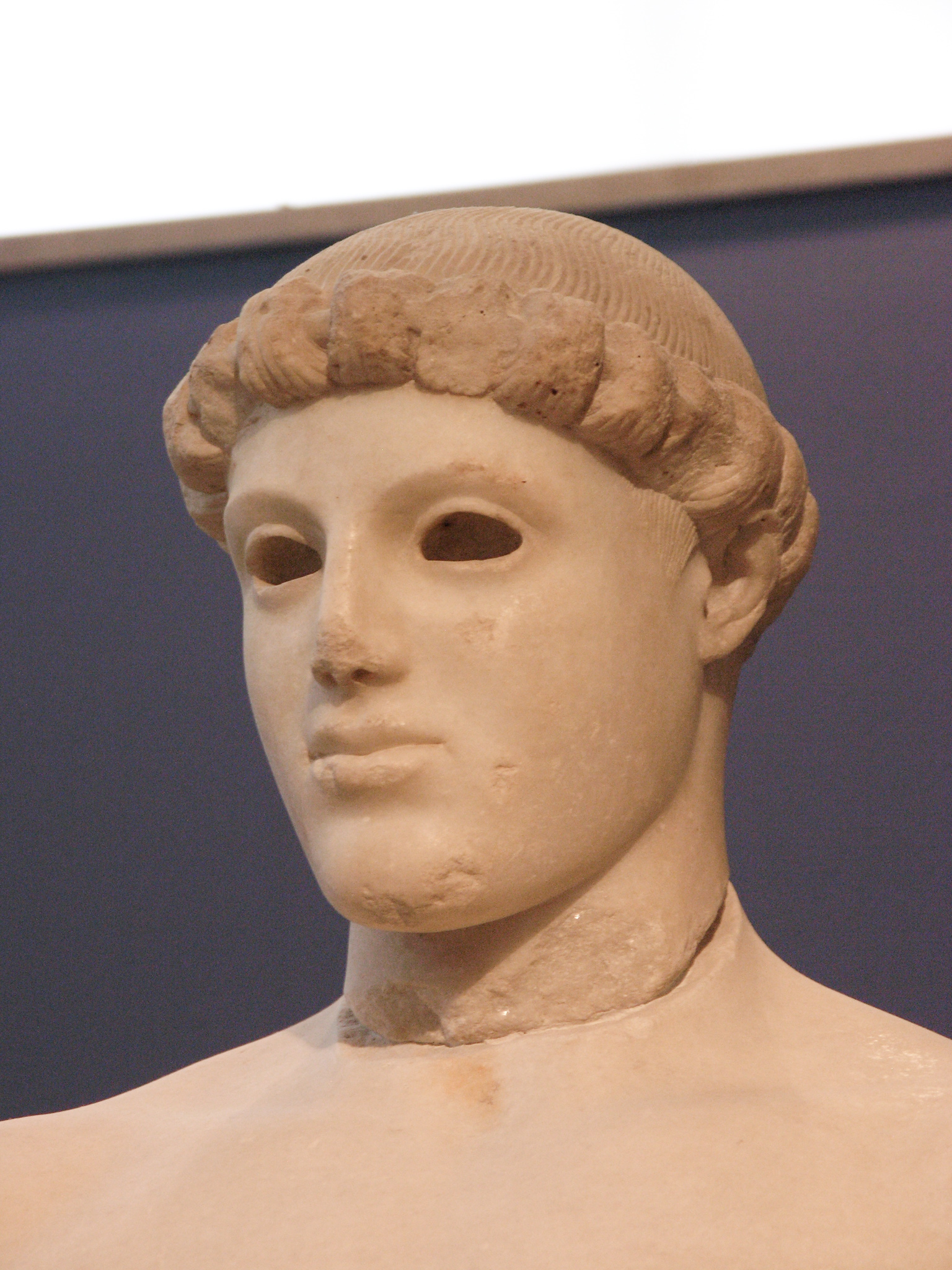
Detail
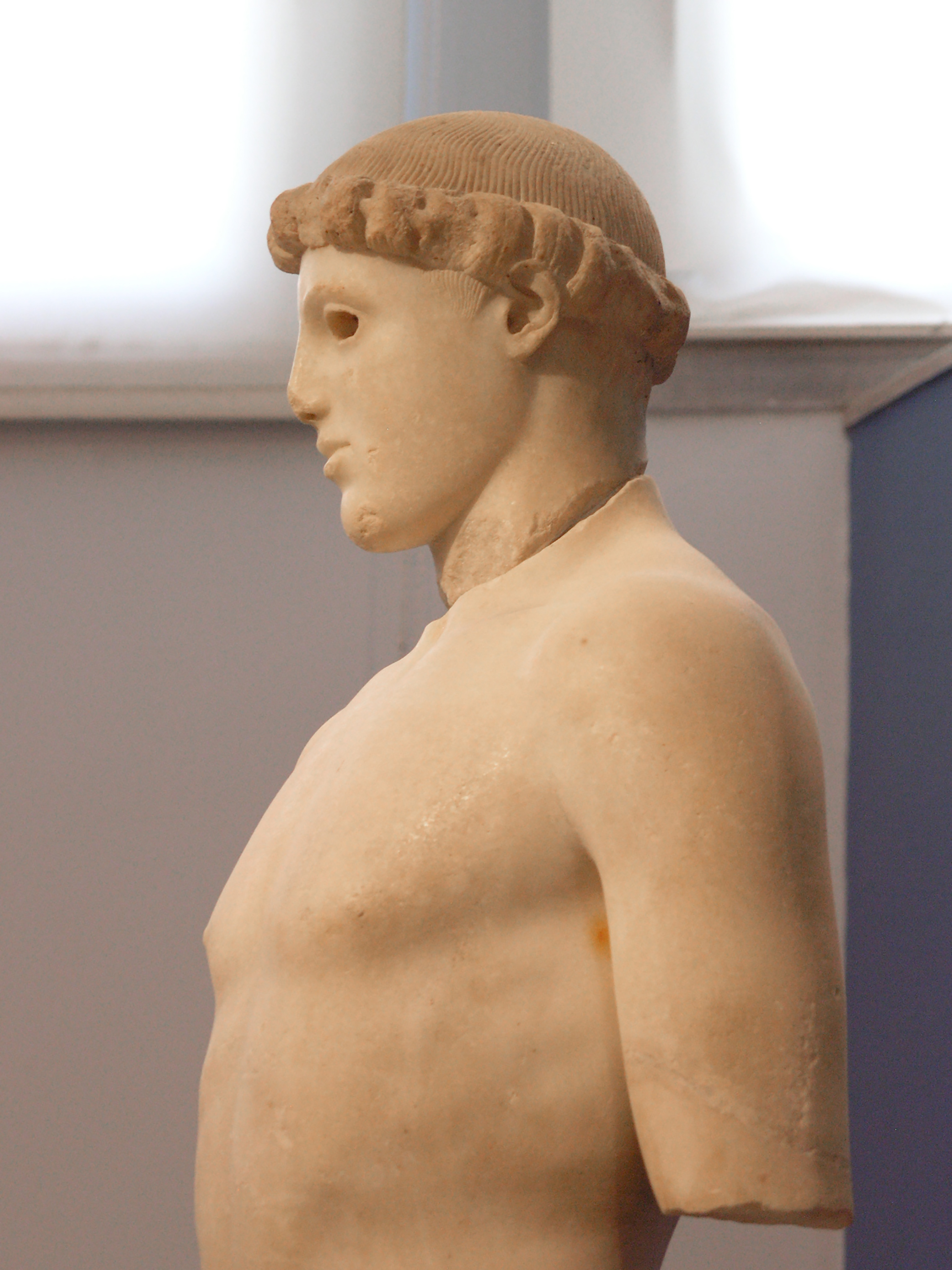
Detail
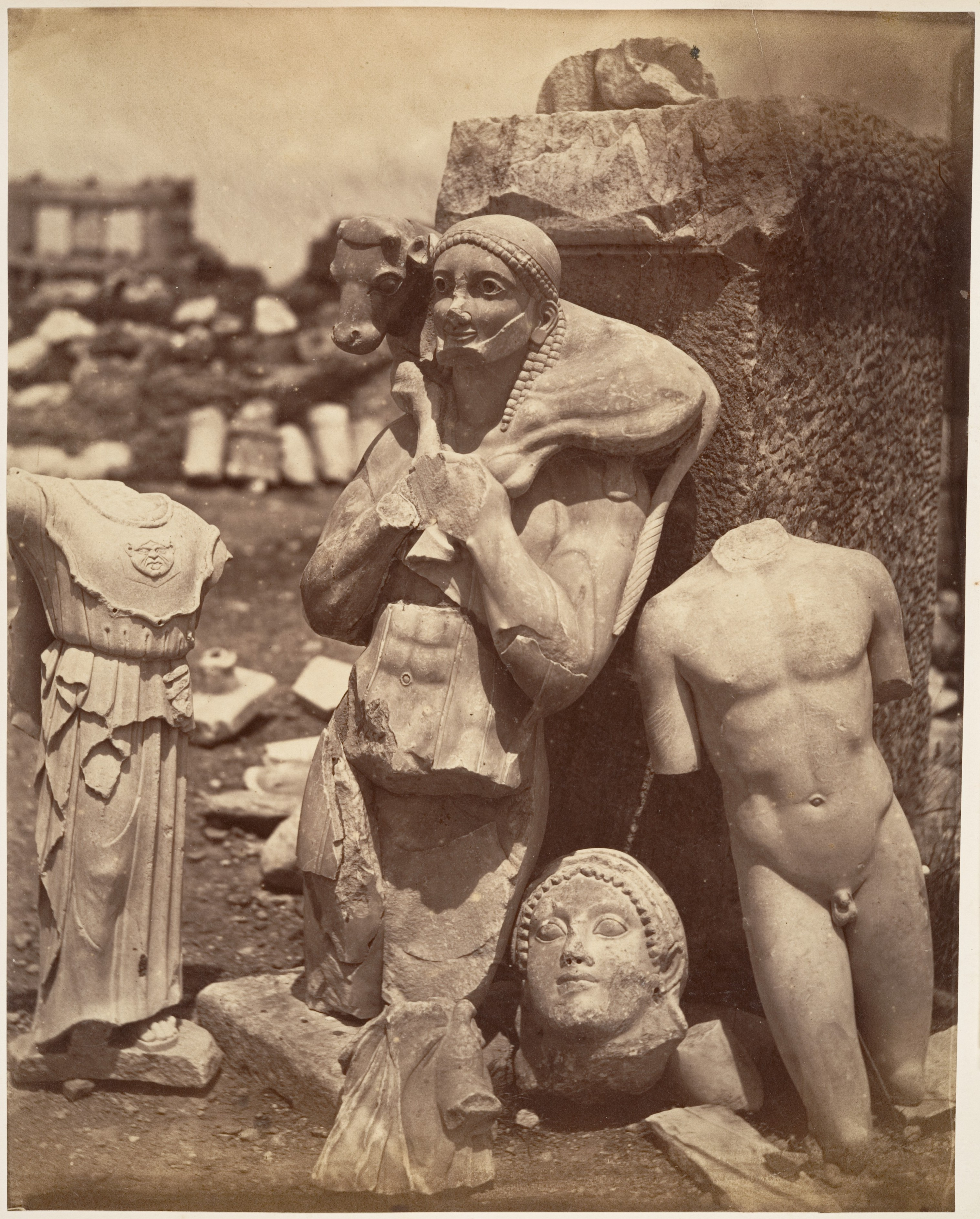
De Kritiosjongen en de Moschophoros bij hun ontdekking in de Perserschutt
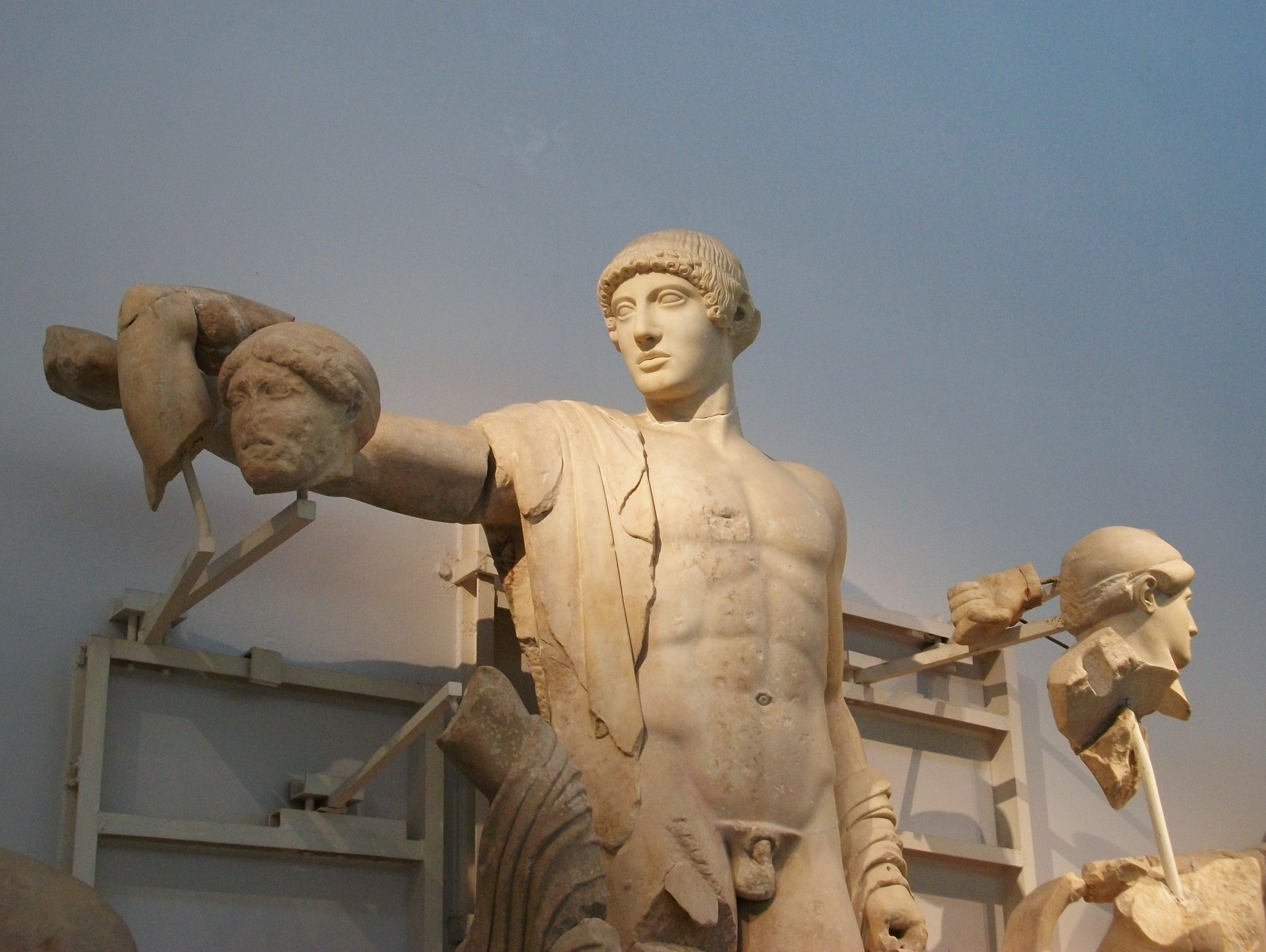
Apollo van Olympia
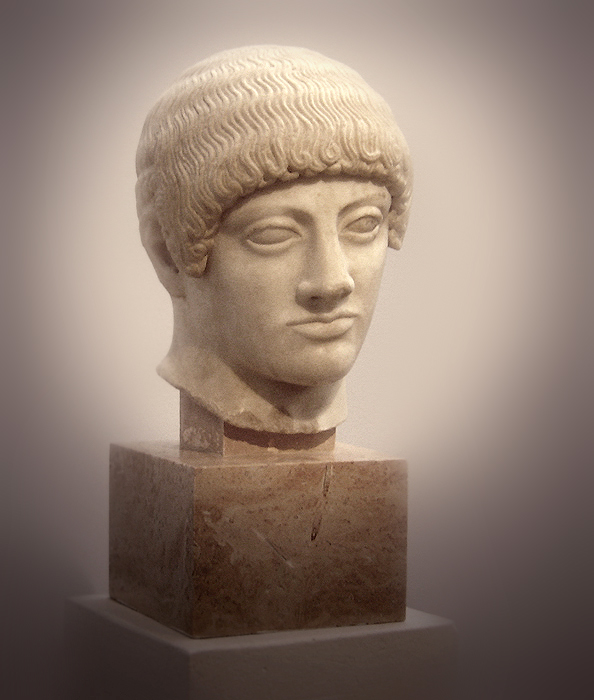
Hoofd van een blonde kouros